# Kozluca
Kozluca ist ein Dorf (Köy) im Landkreis Ovacık der türkischen Provinz Tunceli. Im Jahre 2011 lebten in Kozluca 19 Menschen.